# Capo Figari e Isola Figarolo
Capo Figari e Isola Figarolo este o arie protejată (arie specială de conservare — SAC, sit de importanță comunitară — SCI) din Italia întinsă pe o suprafață de 851 ha, din care 49 % marine.

## Localizare
Centrul sitului Capo Figari e Isola Figarolo este situat la coordonatele 40°59′41″N 9°38′56″E / 40.994722°N 9.648889°E.

## Înființare
Situl Capo Figari e Isola Figarolo a fost declarat sit de importanță comunitară în septembrie 1995 pentru a proteja 1 specie de plante și 14 specii de animale. Situl a fost protejat și ca arie specială de conservare în aprilie 2017.

## Biodiversitate
Situată în ecoregiunea mediteraneană, aria protejată conține 17 habitate naturale: Tufărișuri termo-mediteraneene și de pre-deșert, Păduri de Quercus ilex și Quercus rotundifolia, Pante stâncoase calcaroase cu vegetație casmofită, Peșteri marine scufundate complet sau parțial, Recifuri, Faleze cu vegetație de Limonium spp. endemic de pe coastele mediteraneene, Formațiuni scunde de Euphorbia în apropierea falezelor, Pseudostepă cu ierburi și specii anuale de Thero-Brachypodietea, Straturi cu Posidonia (Posidonion oceanicae), Dune cu vegetație ierboasă Brachypodietalia cu specii anuale, Vegetație anuală la limita mareei, Păduri de Olea și Ceratonia, Matorral arborescenți cu Juniperus spp., Peșteri inaccesibile publicului, Bancuri de nisip acoperite în permanență slab de apă marină, Golfuri mici largi și golfuri puțin adânci, Phrygana endemică cu Euphorbio-Verbascion.
La baza desemnării sitului se află mai multe specii protejate:
- plante (1): Brassica insularis
- păsări (6): Alectoris barbara, Calonectris diomedea, șoim călător (Falco peregrinus), Larus audouinii, Phalacrocorax aristotelis desmarestii, Sylvia sarda
- mamifere (4): liliac cu picioare lungi (Myotis capaccinii), Myotis punicus, muflon (Ovis aries musimon), delfin mare (Tursiops truncatus)
- reptile (4): Caretta caretta, Euleptes europaea, țestoasă bănățeană (Testudo hermanni), Testudo marginata

Pe lângă speciile protejate, pe teritoriul sitului au mai fost identificate 16 specii de plante, 1 specie de păsări, 1 specie de amfibieni, 4 specii de nevertebrate, 2 specii de reptile.